# Blasius Kurz
Blasius Sigibald Kurz OFM (ur. 3 lutego 1894 w Sontheim, zm. 13 grudnia 1973 w Waldsassen) – niemiecki duchowny katolicki, franciszkanin, misjonarz, biskup, działacz tradycji katolickiej.

## Biografia
Urodził się w Sontheim, w Niemczech. Profesję zakonną złożył w 1914, a 21 grudnia 1919 przyjął święcenia kapłańskie z rąk arcybiskupa Monachium i Fryzyngi Michaela von Faulhabera. Następnie udał się do Chin, gdzie był misjonarzem.
17 lipca 1935 został mianowany prefektem apostolskim Mount Currie w Związku Południowej Afryki.  11 lipca 1939 prefektura ta zostaje podniesiona do rangi wikariatu apostolskiego. Tym samym o. Kurz jako wikariusz apostolski zostaje mianowany biskupem ze stolicą tytularną Terenuthis. Sakry udzielił mu osobiście papież Pius XII w bazylice św. Piotra na Watykanie. Współkonsekratorami byli sekretarz Kongregacji Rozkrzewiania Wiary abp Celso Costantini i emerytowany wikariusz apostolski Ugandy bp Henri Streicher MAfr.
Podczas II wojny światowej władze Związku Południowej Afryki zamknęły biskupa, będącego obywatelem niemieckim, w areszcie domowym i zakazały sprawowania posługi duchowej. Jednak po interwencji kapelana British Africa Corps odzyskał wolność.
21 maja 1948 zostaje mianowany prefektem apostolskim Yongzhou i powraca do Chin. Po zwycięstwie komunistów w chińskiej wojnie domowej w 1949 wyjeżdża do Rzymu. Nie dane mu było powrócić do Chin, jednak urząd prefekta de iure sprawował do śmierci, nie mając jednak realnej władzy w prefekturze.
Brał udział jako ojciec soborowy w soborze watykańskim II. Później związał się z ruchami tradycji katolickiej sprzeciwiającymi się posoborowym zmianom w Kościele. Zaangażował się w działalność działającego w Stanach Zjednoczonych i we Włoszech Katolickiego Ruchu Tradycjonalistycznego (Catholic Traditionalist Movement) ks. Gommara A. DePauwa oraz Una Voce. Wyświęcał księży dla wspólnot tradycjonalistycznych (m.in. udzielił święceń prezbiteratu Güntherowi Storckowi, późniejszemu sedewakantycznemu biskupowi). Nigdy jednak nie udzielił bez zgody papieża sakry biskupiej.
Zmarł 13 grudnia 1973 w Waldsassen, w Niemczech. Pochowany na cmentarzu w Norymberdze.